# Zerøspace
Zerøspace (словослияние «Zero» и «Space», в переводе с англ. — «нулевой космос») — второй студийный альбом американской индастриал-рок-группы Kidneythieves, вышедший 26 марта 2002 года.

## Об альбоме
Работа над пластинкой проходила в 2001 году. 30 ноября 2001 был выпущен мини-альбом Phi in the Sky, на котором была издана часть записанного материала.
26 марта 2002 года лейблом Extasy Records Zerøspace был выпущен. Помимо новых треков диск содержал композицию «Crazy», являющуюся кавер-версией песни американского кантри-певца Вилли Нельсона. С музыкальной точки зрения Zerøspace имеет более «тяжёлое» и «зловещее» звучание по сравнению с дебютным студийным альбомом Kidneythieves Trickster. На заглавную композицию «Zerøspace» был снят видеоклип. В поддержку Zerøspace группа провела масштабный концертный тур; выступление в Чикаго было записано и выпущено в качестве концертного альбома Live In Chicago в середине 2002 года.
Трек «Beføre I’m Dead» был включён в саундтрек к фильму Королева проклятых.

## Мнения критиков
Альбом был положительно воспринят критиками. Обозреватель Allmusic Брайан O’Нилл присудил пластинке 4 звезды из 5, похвалив вокал Фри Домингез и назвав его «знойным» и «страстным». Кроме того O’Нилл высоко оценил звучание Zerøspace, сравнив его со стилем Garbage и Curve. Редактор PopMatters Патрик Шейб также оставил благожелательный отзыв. В своей рецензии он нашёл некоторое сходство Zerøspace c альбомом Pretty Hate Machine индастриал-группы Nine Inch Nails; согласно мнению Шейба пластинка Kidneythieves лучшим образом демонстрирует влияние творчества NIN.

## Список композиций
Слова и музыка всех песен — Фри Домингез, если не указано иное.
| №   | Название                                  | Автор(ы)      | Перевод                      | Длительность |
| --- | ----------------------------------------- | ------------- | ---------------------------- | ------------ |
| 1.  | «Beføre I’m Dead»                         |               | До того как я умру           | 4:36         |
| 2.  | «Zerøspace»                               |               | Нулевой космос               | 3:50         |
| 3.  | «Arsenal»                                 |               | Арсенал                      | 5:14         |
| 4.  | «Mølten»                                  |               | Литой                        | 0:51         |
| 5.  | «Black Bullet»                            |               | Чёрная пуля                  | 4:08         |
| 6.  | «Dyskrasia»                               |               | Дискразия                    | 4:21         |
| 7.  | «Spank»                                   |               | Шлепок                       | 4:20         |
| 8.  | «Serene Dream»                            |               | Безмятежный сон              | 3:36         |
| 9.  | «Amnzerø»                                 |               | Amnzerø                      | 2:07         |
| 10. | «Crazy»                                   | Вилли Нельсон | Сумасшедший                  | 3:18         |
| 11. | «Placebø»                                 |               | Плацебо                      | 6:39         |
| 12. | «Take A Train [Awakening]» (скрытый трек) |               | Сесть на поезд [Пробуждение] | 2:21         |

## Участники записи
| Kidneythieves - Фри Домингез — вокал, дизайн - Брюс Сомерс — гитара, бас-гитара, синтезатор, программинг, продюсирование - Крис Шлейер — гитара - Кристиан Доррис — бас-гитара - Шон Селлерс — ударные | Другой персонал - Шон Биван — гитара, микширование - Антонио Домингез — бэк-вокал - Ана Ленчантайн — виолончель - Майкл Розенблат — A&R - Мэтью Уэлч — фотограф |

## История релиза
| Дата           | Территория   | Лейбл                | Формат(ы)            |
| -------------- | ------------ | -------------------- | -------------------- |
| 26 марта 2002  | США · Европа | Extasy Records       | компакт-диск         |
| 24 ноября 2008 |              | Warner Bros. Records | цифровая дистрибуция |